# Penichrolucanus leveri
Penichrolucanus leveri is een keversoort uit de familie vliegende herten (Lucanidae). De wetenschappelijke naam van de soort is voor het eerst geldig gepubliceerd in 1938 door Arrow.